# Daniel Weinman
Daniel Weinman (3 februari 1988) is een Amerikaans professioneel pokerspeler. Hij won het Main Event (het $10.000 World Championship No Limit Hold'em-toernooi) van de World Series of Poker 2023 en daarmee de officieuze wereldtitel pokeren. Weinman wist het toernooi te winnen door tijdens de heads-up Steven Jones te verslaan. 
Tijdens de World Series of Poker 2022 won hij zijn eerste WSOP-toernooi en won hij $255.359. In 2017 won Weinman twee World Poker Tour toernooien, het Borgata Winter Poker Open en het WPT Tournament of Champions aan het einde van het seizoen waar hij Michael Mizrachi wist te verslaan. In zijn carrière heeft Weinman meer dan $15.850.000,- bij elkaar gewonnen in toernooien. Het grootste deel komt van zijn WSOP winsten.

## WSOP bracelets
| Jaar                       | Event                               | Prijs       |
| -------------------------- | ----------------------------------- | ----------- |
| World Series of Poker 2022 | $1.000 Pot-Limit Omaha              | $255.359    |
| World Series of Poker 2023 | $10.000 No-Limit Hold'em Main Event | $12.100.000 |